# Famille des Cognets
La famille des Cognets est une famille subsistante de la noblesse française, originaire de Bretagne maintenue noble d'ancienne extraction en 1668 et 1702 sur preuves de 1488.
Elle a donné des officiers, des mousquetaires du roi, des chevaliers de l'Ordre royal et militaire de Saint-Louis, des conseillers au parlement de Bretagne et de Paris, des lieutenants des maréchaux de France, deux abbés, des écrivains et homme de presse.

## Histoire
Cette famille originaire de Bretagne avait pour berceau la terre des Cognetz à Plurien près de Saint-Brieuc (Côtes-d'Armor), (le nom « Cognets » ou « Conher » en langage celtique signifiant « prince hardi »).
Le fondateur de la famille se serait établi au manoir des Cognetz, et sur cette terre du même nom, au retour de la première croisade.
Le premier membre attesté est Guillaume des Cognets (en latin Cogneriis), témoin d'une donation, faite en l'an 1158 ou 1160, du duc de Bretagne Conan IV à l'abbaye de Savigné,.
Cette famille est classée parmi l'ancienne chevalerie de Bretagne par certains auteurs, elle tiendrait son blason de la Terre Sainte. À la fin du XIIe siècle, Pierre des Cognets (peut-être fils de Guillaume des Cognets) aurait participé comme chevalier à la troisième croisade et en serait rentré en 1192.
De la seconde partie du XIIIe siècle jusqu'au XVIe siècle, la branche aînée de la famille des Cognets fut seigneur de la châtellenie de Galinée, dont la puissance féodale s'étendait sur les paroisses de Saint-Pôtan, Pléboulle, Pluduno, Saint-Cast, Saint-Germain-de-la-Mer. Perceval des Cognets serait à l'origine de cette châtellenie à la suite de son mariage avec Jeanne de Gouyon-Matignon.
La famille occupait alors une place de premier plan dans cette région car, après les château du Guildo et du Val, Galinée était la plus importante châtellenie de la région de Lamballe et Saint-Cast-le-Guildo,.
La seigneurie de Galinée était à l'origine, avant de devenir une châtellenie, une citadelle avancée du pays de Lamballe. Elle était alors composée d'une forteresse primitive, qui appartenait déjà au XIIe siècle à Pierre des Cognets (il serait à l'origine de son nom, qu'il donna à cette seigneurie à son retour de Terre Sainte),.
D'après une étude de l'historien Édouard Frain de la Gaulayrie, des membres de la famille des Cognets étaient au XVe siècle à la cour du prince Gilles de Bretagne et dévoués à ce dernier[réf. incomplète].
Aux XVe siècle et XVIe siècle, il est également reconnu à plusieurs de ses membres la qualité de seigneurs possesseurs de terres nobles immémoriales. Ce qui les exempteront de tout subsides, en échange de services militaires rendus.
La famille des Cognets se partagea au Moyen Âge en deux branches principales dont le point de jonction est mal connu.
La branche aînée, éteinte au milieu du XVIe siècle dans la famille de Bréhant, remontait sa filiation suivie selon les auteurs à Perceval des Cognets, seigneur des Cognets et de Galinée, marié vers 1280 à Jeanne de Matignon (ou à Perceval des Cognets, seigneur des Cognets et de Galinée, marié à Aliette de Saint-Denoual et vivant en 1315).
La branche subsistante prouva, lors du jugement de maintenue de noblesse de 1668, une filiation remontant à Jean des Cognets rappelé comme mort dans un acte de 1485 et qui avait été marié à Jeanne Oury. Il parait avoir été lui-même un fils puîné de Jean, seigneur des Cognets et de Galinée en 1360, et de Mahaut de Plouer.
F. de Saint-Simon écrit que la famille des Cognets est une famille de noblesse d'ancienne extraction maintenue noble en 1668 et 1702.
Régis Valette indique également que la famille des Cognets est une famille de noblesse d'ancienne extraction, avec une filiation noble prouvée remontant à 1488. Selon Gustave Chaix d'Est-Ange et Pierre Amiot, la famille a figuré aux réformations et montres de la noblesse dans les paroisses de Plurien, Saint-Pôtan, Pléboulle, Chateaubriand, Hénanbihen et Saint-Germain de la mer, de 1423 à 1535,. Si l'on en croit Pierre Amiot, elle a joué un rôle de premier plan au sein des paroisses où elle fut représentée.
L'historien Jules Henri Geslin de Bourgogne la cite parmi les principales familles de la région de Saint-Jacut au XVI
e siècle. À partir de la même époque, elle occupe une place similaire dans le pays de Fréhel. Elle y tiendra en effet le château de la Ville-Roger et le plus grand château de cette région : le château de Vaurouault.
Elle prit part à la Guerre de la Ligue, pour le futur roi Henri IV.
À partir du XVIIe siècle, plusieurs membres de la famille des Cognets figurent dans la maison militaire du Roi, en tant que mousquetaire du Roi et gendarme du Roi. Fort de son ancrage local, deux de ses membres furent à la tête de la noblesse de Saint-Brieuc et de son évêché au même siècle. L'un en tant que capitaine des ban et arrière ban, l'autre en tant que Commandant de la noblesse de l'Evêché de Saint-Brieuc ,,.
Henri Frotier de La Messelière lui attribue aussi un ancrage important dans la région de Corlay, à partir de la même époque. Elle aurait selon ses écrits légué une somme importante de ses ressources à des établissements ecclésiastiques, aux pauvres et aux orphelins de la région au cours de ce même siècle. La puissance féodale de la famille des Cognets s'étendait alors, dans le pays de Corlay, sur les paroisses de Saint-Igeau, Saint-Gelven, Laniscat ainsi que plusieurs villages, bourgs et terres figurant dans la liste de ses nombreux vassaux, qui fut dressé par Frotier de la Messelière dans le cadre de son étude Le canton et la chastellenie de Corlay. Elle faisait alors partie des seigneurs de la vicomté de Rohan, figurant par ce fait comme vassal de la Maison de Rohan. Elle était aussi membre de la cour du prince de Guéméné, dont leur fief de Correc relevait directement,.
Au cours du XVIIIe siècle, elle se fait remarquer pour ses innovations agricoles et tentatives d'amélioration de la terre dans les Côtes-d'Armor.
Un des membres de cette famille (dont nous ignorons le prénom) figure dans l'ouvrage La bataille de Saint-Cast pour avoir, au milieu du XVIIIe siècle, alerté et informé le duc d'Aiguillon sur les lacunes défensives dont furent l'objet les côtes bretonnes face aux britanniques, avant qu'ait lieu la bataille de Saint-Cast.
Plusieurs de ses membres ont aussi siégé, au cours du XVIIIe siècle, au sein des États de Bretagne dans l'ordre de la noblesse.
La famille des Cognets a compté de nombreux officiers et deux capitaines corsaires au XVIIIe siècle. Elle a également donné plusieurs magistrats distingués. Louis-Toussaint de la Moussaye à ce propos, classe dans ses écrits cette famille parmi celles ayant réalisées le plus grand nombres de services pour la Bretagne sous l'Ancien Régime. Ce dernier attribue à la famille des Cognets une importance régionale pour ses nombreux services rendus, l'importance de ses alliances, son ancienneté et la réputation dont elle bénéficiait là où elle était implantée.
Son patronyme a été repris dans le cadre d'une œuvre littéraire fictive se déroulant en Bretagne : Le tueur en ciré, de Samuel Sutra.
La famille des Cognets est membre de l'ANF depuis 21 décembre 1946.

## Armes
- De sable, à une croix potencée et contre potencée d'argent, cantonnée de quatre molettes d'éperon du même.[10].

## Possessions
- Manoir de Correc. Le fief de Correc était, selon Henri Frotier de La Messelière, l'un des plus importants de Corlay. Il passa à la famille des Cognets par le mariage de Jean des Cognets, seigneur de la Ronxière à Matignon et de La Noë en Pordic, avec Marie-Renée de Suass[13].
- Château de Galinée, fondé par Perceval des Cognets, et qui sera le nom de la branche aînée de la famille[19].
- Manoir de la Ville-Roger à Fréhel[20]. Il passa dans la famille au XVIe siècle, par alliance avec la famille de la Marre et devint alors la résidence principale de la famille[2].
- Château de Portzamparc à Plounévez-Moëdec. Reconstruit en 1875, par un membre de la famille de Kersauson. Il passa dans la famille des Cognets à la suite du mariage de Marie O'Rorke de Kersauson du Vigac avec Louis-Marie des Cognets en 1892[21].
- Manoir de la Ronxière à Matignon.
- Maison noble des Prébras à Plévenon.
- Manoir des Hayes.
- Château de Vaurouault à Pléhérel.

## Personnalités
- François-Jean des Cognets, vicaire-procureur du cardinal Antoine, du titre de Saint-Praxède, puis abbé de Saint-Jacut de 1516 à 1520. Selon Jules Henri Geslin de Bourgogne et Ch. Lemaout, Jean des Cognets fut un protégé de la reine Claude de France après que celui-ci soit entré en conflit avec le précèdent abbé de Saint-Jacut : Bernard, cardinal de Sainte-Marie in porticis. Le conflit serait né à la suite de la volonté du pape Pie III de ne pas laisser Jean des Cognets prendre la tête de l'abbaye, au profit du cardinal Bernard, alors que l'abbé Jean fut déjà élu par sa communauté monastique. D'abord élu abbé en 1511, il ne prit ses fonctions qu'en 1516 à la suite de ce conflit judiciaire, après que le pape Léon X ait finalement délivré des bulles en sa faveur[3],[11],[22].
- Toussaint des Cognets (1632-1694), capitaine des ban et arrière ban de la Noblesse de l'évêché de Saint-Brieuc[12].
- Alain des Cognets (1656-1723), gendarme dans la Garde ordinaire du Roi, lieutenant de la compagnie de Molant, capitaine de cavalerie[4],[12].
- Toussaint des Cognets (1656-1730), Commandant de la Noblesse de Saint-Brieuc et de son évêché[12].
- Toussaint-Julien des Cognets (1657-1725), chevalier[23], lieutenant des maréchaux de France au département de Carhaix (dès 1695).
- Charles-Godefroi des Cognets et René des Cognets, capitaines corsaires. Ils ont participé tous deux à l'expédition de Moka, Charles-Godefroi a été capitaine du navire le Diligent, avec le capitaine Julien Lebrun, lors de l'expédition[24],[25].
- Toussaint-Roland des Cognets (1683-1753), mousquetaire noir dans la Garde du Roi, lieutenant de cavalerie[4],[12].
- Charles-Louis des Cognets (1684-1759), chevalier de Saint-Louis, lieutenant de cavalerie[12].
- René Sébastien des Cognets de Correc (né en 1728 à Correc et mort en 1791), dernier Abbé commendataire de l'abbaye bretonne de Saint-Méen, grand-vicaire et grand-archidiacre de Cornouaille, conseiller-clerc au Parlement de Bretagne (1768) et au parlement Maupeau (1771). Il devient conseiller au parlement de Paris en 1784[3] et signera les lettres pastorales de l'évêque de Quimper contre la Constitution civile du clergé en 1790[26],[27]. Il fut aussi seigneur de la cité de Saint-Méen[28].
- Toussaint Julien des Cognets de Correc (1709-1772), il est cité par l'historien Jean Meyer dans La noblesse bretonne au XVIIIe siècle pour ses innovations agricoles au cours du même  siècle[29][réf. incomplète]. Marcel Gautier, dans les Annales de Bretagne et des pays de l'Ouest évoque un système des Cognets de Correc, faisant référence à des techniques de défrichements ainsi que des essais visant à améliorer le rendement de la terre. Ce dernier présente Toussaint Julien des Cognets de Correc comme un « précurseur » dans ce domaine. M. des Cognets de Correc affirmait que de nombreuses terres en Bretagne pouvaient être défrichées ou améliorées. Le but de cette mise en culture était de doubler les richesses de la province afin d'augmenter les revenus du Trésor royal ainsi que d'enrichir les habitants. Il s'agissait d'une possibilité d'augmenter les rendements des impôts en Bretagne. M. des Cognets de Correc préconisait trois procédés : le marnage, la culture des navets et le parcage des moutons[15].
- Toussaint-Michel des Cognets de Correc, chevalier et mousquetaire dans la garde du roi en 1712, ainsi que lieutenant des maréchaux de France en 1725, en survivance de son père[13].
- Toussaint-Julien des Cognets de Correc, mousquetaire noir puis officier au Régiment Royal dragons.
- Jean-Louis Olivier des Cognets (1744-1815), conseiller au parlement de Bretagne.
- Toussaint des Cognets de L'Hôpital de Pléhérel, capitaine des vaisseaux du roi, chevalier de Saint-Louis, il prit possession en 1780 de la vicomté de Pléhérel et d'une part de la seigneurie de la Hunaudaye (sa sœur épousera le marquis de la moussaye)[30],[31],[32].
- Joseph-Jean des Cognets de Correc (1746-1829), conseiller au parlement de Bretagne et Maupeou (1771).
- Pierre-Toussaint-Jean-Marie des Cognets de Correc, chevalier de Saint-Louis en 1815[3].
- Louis-Michel-Marcellin des Cognets, capitaine dans l'armée royaliste de l'Ouest puis maire de Plougonven. Il émigra avec son père, Pierre-Toussaint, pendant la Révolution puis fit sa soumission au nouveau régime en 1800 afin de revenir habiter à Kerdréoret. Il fut nommé maire de la commune de Plougonven en 1813, et le restera jusqu'en 1815. Il sera décoré chevalier du Lys[33].
- Adolphe des Cognets (né en 1868), chevalier puis officier de la Légion d'honneur, commissaire en chef de 1ère classe de la marine[34].
- Jean des Cognets (1883-1961), avocat, écrivain et homme de presse, directeur du journal Le Petit Écho de la mode et président du Conseil de surveillance de L'Ouest-Éclair, auteur du scénario du premier film en breton : Chanson d'Ar-mor, de Jean Epstein.
- Paul des Cognets (1896-1961), chevalier de la Légion d'honneur, lieutenant d'infanterie en 1939-1940, homme de presse pour Ouest-France[35].
- Charles des Cognets (1914-2001), auteur d'ouvrages, homme de presse[36],[37],[38],[39],[40],[41].
- Patrick des Cognets de Correc de Kerdréoret (1938…), lieutenant au long cours, capitaine de vaisseau (H)[42].
- Christian des Cognets de Correc de Kerdréoret, chevalier de la Légion d'honneur, capitaine de frégate[43].

## Alliances
de Matignon, de Saint-Denoual, de la Fruglaye, de Bodégat, Le Porc, de Kergu, Gautron, de Bréhant, de La Villelouays, Geslin de Tremargat, Le Denays, Conen, de la Tour, de la Villéon, Le Febvre de la Faluère, de Forsanz, de Châteaubriant, de la Motte-Rouge, de la Moussaye, Bahezre de Lanlay, Salün de Kertanguy, Le Forestier de Quillien, de Poulpiquet de Brescanvel, Boscal de Réals-Mornac.

## Pour approfondir